# Кисляковка (Краснодарский край)
Кисляковка — посёлок в Кущёвском районе Краснодарского края.
Входит в состав Кисляковского сельского поселения.

## География
Расположен в северной части Приазово-Кубанской равнины.

### Улицы
- ул. Восточная
- ул. Западная
- ул. Новая

## Население
| 2002 | 2010 | 2021 |
| ---- | ---- | ---- |
| 373  | ↘343 | ↘272 |